# Antoine Cornut
Antoine Cornut, né le 20 mai 1898 à Balesmes (Indre-et-Loire) et mort le 6 février 1986 à Arcachon (Gironde), est un syndicaliste et homme politique français.

## Biographie
Issu d'une famille ouvrière, Antoine Cornut, son certificat d'études pratiques industrielles en poche, prépare le concours d'entrée à l'école des arts et métiers quand éclate la Première guerre mondiale. L'école n'acceptant plus d'étudiants, il travaille comme mécanicien ajusteur, avant de s'engager volontairement pour combattre. Il ira au feu dans l'Aisne, au Chemin des Dames, puis fera la campagne d'Italie. La guerre terminée, il intègre l'école d'officiers d'artillerie, mais abandonne la carrière militaire très rapidement.
Il travaille alors comme ouvrier à la Compagnie des chemins de fer d'Orléans, et s'installe à Tours en 1921. Muté par la suite à Bordeaux, il gravit les échelons dans son entreprise jusqu'au poste d'inspecteur.
Son engagement est d'abord syndical : il adhère à la CFTC en 1923, et, en 1938, il est président de l'Union des syndicats chrétiens de cheminots.
Après la Seconde Guerre mondiale, il entre en politique au sein du Mouvement républicain populaire. Candidat en position inéligible en Gironde sur la liste du MRP pour l'élection de la première constituante, en octobre 1945, il figure en troisième position en juin 1946 et, grâce à une forte progression du MRP, qui passe de 15,1 % à 25,6 % des voix, est élu député.
Son expérience parlementaire est cependant très courte. En novembre 1946, la liste MRP n'obtient que deux sièges de députés en Gironde, et Cornut n'est pas réélu.
Resté fidèle au MRP, il figure en dernière place, comme soutien symbolique, à la liste de son parti aux législatives de 1951. Par la suite, en 1953, il est élu conseiller municipal, puis maire adjoint de Bègles.